# Siphonogorgia variabilis
Siphonogorgia variabilis is een zachte koraalsoort uit de familie Nidaliidae. De koraalsoort komt uit het geslacht Siphonogorgia. Siphonogorgia variabilis werd in 1903 voor het eerst wetenschappelijk beschreven door Hickson. 